# Kihon
Kihon (基本) är en japansk term, som uttalas med kort obetonat "i" och betyder grunder. Den används för att referera till de grundläggande tekniker, som används inom kampsport. Kihon övas i olika syften, oftast för att bli bättre teknisk utövare till tävling, självförsvar och/eller meditation. Att kunna tillämpa och skickligt behärska kihon är väsentligt för all avancerad träning inom de flesta kampsporter, och inbegriper inte bara att ha korrekt kroppshållning och andning under utförande av grundtekniker som benställningar, stötar, sparkar, blockeringar och knuffar, utan inkluderar även grundläggande representativa rörelsemönster, kata. I vissa kampsporter såsom budō har man med mer eller mindre mängd kihon av tradition, vilket anses mycket viktigt i Japan och övriga Asien. Inom karate, iaidō och goshindō upptar det således en avsevärd del av all övning.

## Karate
Kihon är för en karateka dock inte bara att öva teknikerna, utan det innebär även att inpränta en korrekt anda och attityd för alla tillfällen. Stilar av karate skiljer sig avsevärt i betoningen på kihon. Här finns det vissa skolor som nyttjar det mer, exempelvis Shōtōkan-ryū (traditionell typ av karate) nyttjar kihon mycket flitigt, men även den modernare Kyokushinkai nyttjar kihon en hel del. Kihon kan utövas som "golv-övningar", där samma teknik eller kombination upprepas flera gånger som eleverna rör sig fram och tillbaka över golvet. Japansk kihon renshū är ökänd för långa perioder av kihonövningar. Denna typ av praxis anses inpränta tekniker i muskelminnet hos karateutövaren.
Vissa stilar använder "kihon kata" mest i undervisningen av nybörjare. Dessutom kan kihon ta formen av att en förutsedd partner sparrar, när två elever möter varandra och omväxlande utför en viss teknik. Detta tillvägagångssätt kombinerar repetition med utbildning i rätt avståndstagande. Mål för slag och sparkar, såsom påsar, sköldar, eller mitsar, används vanligtvis vid mer avancerade stadier av kihonutbildning för att stärka muskler, ben och hud. Exempel på ett sådant traditionellt slagpåsemål är Makiwara, bland många andra.

Kihon är grundtekniker, som nöts in genom ett antal träningmoment, där först och främst ställningar, i karatetermer (tachi waza eller -dachi)  och kroppsförflyttninar (tai sabaki) är viktiga för god balans. Dessa kombineras sedan med blockeringar (uke waza), slag (tsuki eller zuki waza) och sparkar (keri waza eller -geri) samt grepp/lås (kansetsu waza) och kast (nage waza). Här ingår även att lära sig de japanska benämningarna även på olika förekommande kroppsdelar och ställningar, eftersom originalspråket är regel i dōjōn.
I vissa stilar tränar man också med vapen under benämningen kobudo.

## StällningarTachi
I karate är fötternas och kroppens utgångspositioner mycket viktiga för att skapa kraft, flexibilitet och rörelse.  Av sådana grundläggande ställningar finns många. Antal och form varierar något mellan olika stilar, där vissa ställningar fokuserar mer på mobilitet än stabilitet och tvärtom. Ställningarna kan delas in efter knäts böjning eller förestående avsikt.

### Grundställningar
Shizentai 自然体, ordagrant naturlig kroppshållning, är självförsvarsläget.

Heisoku dachi
Musubi dachi
Hachiji dachi
Uchi hachiji dachi
Heikō dachi
Teiji dachi
Renoji dachi

Heisoku-dachi (閉足立)Fötterna ihop ställning. Den är oftast en övergående ställning, men används som färdigställning av vissa karatekata.
Musubi-dachi (結び立)Knutställning. Hälar ihop, tårna isär till 45 graders vinkel. Färdigställning för att utföra den formella bugningen, rei (礼).
Musubi-dachi-heikō (結び立-平行)Öppen musubi-dachi. Även hälar isär så att fötternas yttersidor är parallella.
Hachiji dachi (八字立) eller soto-hachiji-dachi (外八字立)Naturlig ställning, bokstavligen "stående som kana-tecknet 八"). Fötterna är särade till skulderbredd, tårna öppnade till cirka 45 grader. Ibland anförs att "Detta är karatens grund-färdigställning". (Av denna finns även en inåtvänd Uchi-hachiji-dachi variant)
Heikō-dachi (平行立)Parallell ställning. Fötterna är särade till skulderbredd, och deras yttersidor är parallella. Detta är en vanlig övergångsställning i många kata.
Teiji dachi (丁字立ち)T-ställning.
Renoji dachi (レの字立ち)L-ställning (till exempel i  katan Heian godan).

### Kampställningar
Alla Kumite dachi ( 組手立ち), vid vilka fötterna inte direkt står bredvid eller framför varandra, kan utföras med olika höftpositioner. Vid angreppstekniker och tvåarmsblock är höften oftast inriktad frontalt mot motparten, i beredskapsläge (Kamae) och vid enarmsblock är höften vriden 45° (i Kōkutsu dachi och Moto dachi 90°) åt sidan.

Zenkutsu dachi / Fudō dachi / Sochin dachi
Kōkutsu dachi
Kiba dachi
Shiko dachi
Neko ashi dachi
Sanchin dachi
Hangetsu dachi
Kōsa dachi
Moto dachi
Sagi ashi dachi / Tsuru ashi dachi

Zenkutsu dachi (前屈立ち) / Fudō dachi (不動立ち) / Sōchin dachi (壯鎭立ち)Framåtviktad / Orörlig utgångs- /  fotställning
Kōkutsu dachi (後屈立ち)Baktyngd ställning
Kiba dachi (騎馬立ち)Låg ryttarställning med parallella fötter
Shiko dachi (四股立ち)Ryttarställning - “sumo”-ställning med tår utåt
Neko ashi dachi (猫足立ち)Bakåtviktad kattställning
Sanchin dachi (三戦立ち)Trekamps- timglasställning
Hangetsu dachi (半月立ち)Halvmåne-ställning
Kōsa dachi (交差立ち)Korsbent ställning
Moto dachi (基立ち)Hög framåtviktad fotställning
Sagi ashi dachi (鷺足立ち) /  Tsuru ashi dachi (鶴足立ち)Häger-/Tranfotställning. Utgångsställning för vissa sparkar.

## TeknikerWaza
Även om ställningarna också betraktas som waza måste de kombineras med övriga tekniker, som kan utföras i hög, mellan eller låg nivå jōdan, chūdan respektive gedan och avse migi (höger) eller hidari (vänster). Jōdan och vissa andra av följande tekniker ur Shitō-ryūs arsenal betraktas som avancerade. 

### Uke-waza (blockeringstekniker)
- Gedan barai uke (Hari uke): Lågnivå, nedåtriktad block / svepblock.
- Yoko uke (Soto uke): Block från insidan (kroppscentrum), mot utsidan.
- Yoko uchi (Uchi uke): Block från utsidan, mot insidan (kroppscentrum).
- Age uke: Uppåtriktad, jōdan block.
- Yoko Barai uke: Sidledes, svepblock.
- Uchi Otoshi uke: Cirkulär, insides fallande (nedåtriktad stöt) block.
- Tsuki uke: Samtidig armstöts block.
- Te Kubi Sasae uke: Förstärkt handledsblock.
- Sukui uke: Scoop block.
- Shutō uke: "Handsvärd"sblock.
- Kosa uke: "X" block (korsade handleder).
- Hijisasae uke: Förstärkt(insides-mellannivå) armbågsblock.
- Osae uke: Nedåtpressande block.
- Kakewake uke: Motriktad-triangelblock.
- Nagashi uke: Längs kroppen öppen-hand flytande/svepblock.
- Shūko uke (Haishu Uke): Öppen-handblock, med baksidan.
- Shotei uke (Teisho): Block med handflatan.

### Uchi-waza (slagtekniker)
- Seiken tsuki: Rakt knytnävsslag med främre hand, (för kihon).
- Oi tsuki: Rakt framåt knytnävsslag.
- Gyaku tsuki: Knytnävsslag med bakre hand.
- Furi tsuki: Cirkulär swing.
- Age tsuki: "Upper cut".
- Kagi tsuki: Krokslag.
- Mae Te tsuki: Jab-punch med främre hand.
- Ura tsuki: Handflateslag nära.
- Morote tsuki: U-format tvåhandsslag.
- Tate tsuki: Vertikalt knytnävsslag.
- Nihon tsuki: Dubbelstöt.
- Shutō uchi: "Svärdhand"s, (klipp) slag.
- Ura uchi: Knytnävsslag bakifrån.
- Kentsui uchi: Knytnävsslag.
- Shotei (Teisho) uchi: Handflateslag.
- Haitō uchi: Handkant slag.
- Haishu uchi: Öppet slag med baksidan av hand.
- Hiji ate uchi: Armbågsslag.
- Koken uchi: Bent wrist-hand slag.

### Keri-waza (sparktekniker)
- Mae geri: Framåtriktad (och tillbakadragen) spark.
- Oi geri: Klivande framåt spark.
- Yoko sokutō geri: Sidledes fotsvärdsspark.
- Mawashi geri: Rundspark (framåt).
- Gyaku Mawashi geri: Motriktad (insides) rundspark.
- Ura Mawashi geri: Bare ben, krokspark framåt (med häl).
- Ushiro geri: Rak bakåt spark
- Ushiro Mawashi geri: Frmåtriktad bakbens rundspark .
- Mae-ashi geri: Framåtriktad spark med främre ben.
- Fumikomi geri: Stamp/klivande spark.
- Hiza geri: Knäskålsspark.
- Ushiro geri: Bakåtriktad rundspark.
- Gyaku geri: Motriktad (insides) rundspark.
- Mae-tobi geri: Framåtspark (flygande med hopp).
- Yoko-tobi geri: Sidspark (flygande med hopp).